# Зинаида Лунина
Зинаида Игоревна Лунина (блр. Зінаіда Луніна; Минск, СССР, 18. април 1989), је белоруска ритмичка гимнастичарка.
Највећи успех у каријери постигла је на Летњим олимпијским играма 2008. у Пекингу када је у екипној конкуренцији освојила бронзану медаљу. Поред ње у екипи су биле и Олесја Бабушкина, Анастасија Иванкова, Ксенија Санкович, Глафира Мартинович, и Алина Тумилович
Чланица је клуба БКСК Минск, висока 1,75 м , а тешка 55 кг.